# Diocesi di Nanchong
La diocesi di Nanchong (in latino: Dioecesis Scioenchimensis) è una sede della Chiesa cattolica in Cina suffraganea dell'arcidiocesi di Chongqing. Nel 1950 contava 19.442 battezzati su 8.000.000 di abitanti. La sede è vacante.

## Territorio
La diocesi comprende la parte nord-orientale della provincia cinese del Sichuan.
Sede vescovile è la città di Nanchong, dove si trova la cattedrale del Sacro Cuore, danneggiata nel terremoto del 2008.

## Storia
Il vicariato apostolico di Shunqing (Nanchong, Shunking) fu eretto il 2 agosto 1929 con il breve Supremi Apostolatus di papa Pio XI, ricavandone il territorio dal vicariato apostolico di Chengdu (oggi diocesi).
L'11 aprile 1946 il vicariato apostolico è stato elevato a diocesi con la bolla Quotidie Nos di papa Pio XII.
Dal 1989 è stato vescovo "ufficiale" Michael Huang Woze; alla sua morte, il 22 marzo 2004, la diocesi contava all'incirca 70.000 cattolici con 15 presbiteri.
Dopo anni di sede vacante, il 19 aprile 2012 è stato ordinato vescovo Joseph Chen Gong'ao, approvato dalla Santa Sede, già amministratore apostolico della diocesi.

## Cronotassi dei vescovi
Si omettono i periodi di sede vacante non superiori ai 2 anni o non storicamente accertati.
- Paul Wang Wen-cheng (Uamuencem) † (2 dicembre 1929 - 28 gennaio 1961 deceduto)
  - Sede vacante
  - Fan Daojiang † (7 aprile 1963 consacrato - 17 dicembre 1987 deceduto)
  - Michael Huang Woze † (31 luglio 1989 consacrato - 22 marzo 2004 deceduto)
  - Joseph Chen Gong'ao, consacrato vescovo il 19 aprile 2012

## Statistiche
La diocesi nel 1950 su una popolazione di 8.000.000 di persone contava 19.442 battezzati, corrispondenti allo 0,2% del totale.
| anno | popolazione | popolazione | popolazione | presbiteri | presbiteri | presbiteri | presbiteri                | diaconi | religiosi | religiosi | parrocchie |
| anno | battezzati  | totale      | %           | numero     | secolari   | regolari   | battezzati per presbitero | diaconi | uomini    | donne     | parrocchie |
| ---- | ----------- | ----------- | ----------- | ---------- | ---------- | ---------- | ------------------------- | ------- | --------- | --------- | ---------- |
| 1950 | 19.442      | 8.000.000   | 0,2         | 26         | 23         | 3          | 747                       |         |           | 12        | 17         |

Secondo le statistiche riportate dall'Agenzia Fides, la diocesi nel 2012 conta oltre 80.000 fedeli, 43 chiese e cappelle, 27 stazioni missionarie, 12 sacerdoti, 6 seminaristi maggiori, 11 religiose.